# Brycinus lateralis
Brycinus lateralis là một loài cá thuộc họ Alestiidae. Chúng được tìm thấy ở Angola, Botswana, Malawi, Mozambique, Namibia, Nam Phi, Zambia, và Zimbabwe. Các môi trường sống tự nhiên của chúng là sông và vùng đồng bằng nội địa.